# The Confidence-Man: His Masquerade
The Confidence-Man: His Masquerade  (O Vigarista: o seu disfarce, numa tradução literal) é o nono livro e último romance do escritor norteamericano Herman Melville, publicado pela primeira vez em Nova Iorque, em 1857. O livro foi publicado a 1 de abril, presumivelmente o dia exacto em que se passa a trama do romance. 
O Homem de Confiança retrata, ao estilo dos contos de Canterbury, um grupo de passageiros de um barco a vapor cujas histórias interligadas são contadas à medida que descem o Rio Mississippi a caminho de New Orleans. 
Segundo o estudioso Robert Milder a reputação da obra tem vindo a aumentar: "Durante muito tempo tomado por um romance falhado, o livro é agora admirado como uma obra-prima de ironia e controle, embora continue a resistir a um consenso interpretativo."
Após a publicação do romance, Melville deixou a escrita a tempo inteiro e dedicou-se a fazer palestras profissionalmente, abordando principalmente as suas viagens por todo o mundo, tendo mais tarde, durante dezanove anos, sido um funcionário do governo federal.

## Análise
O título do livro refere-se à sua personagem central, uma figura ambígua que serpenteia a bordo de um barco a vapor no Mississippi no dia das mentiras. Este estranho tenta testar a confiança dos passageiros, cujas reacções variadas constituem a maior parte do texto. Cada pessoa, incluindo o leitor, é forçada a confrontar-se com aquilo em que confia.
O Homem de Confiança usa o rio Mississippi como uma metáfora do caracter mais amplo da identidade americana e humana que unifica os, de outro modo, díspares personagens. Melville também emprega a fluidez do rio como um reflexo e um pano de fundo do seu "homem de confiança".
O romance é escrito como sátira cultural, alegoria e tratado metafísico, lidando com temas como sinceridade, identidade (ciências sociais), moral, religiosidade, materialismo económico, ironia e cinismo (contemporâneo). Muitos críticos têm colocado The Confidence-Man ao lado de Moby Dick e "Bartleby, o Escrivão", ambos também de Melville, como um precursor das preocupações literárias do século XX com niilismo, existencialismo e absurdismo.

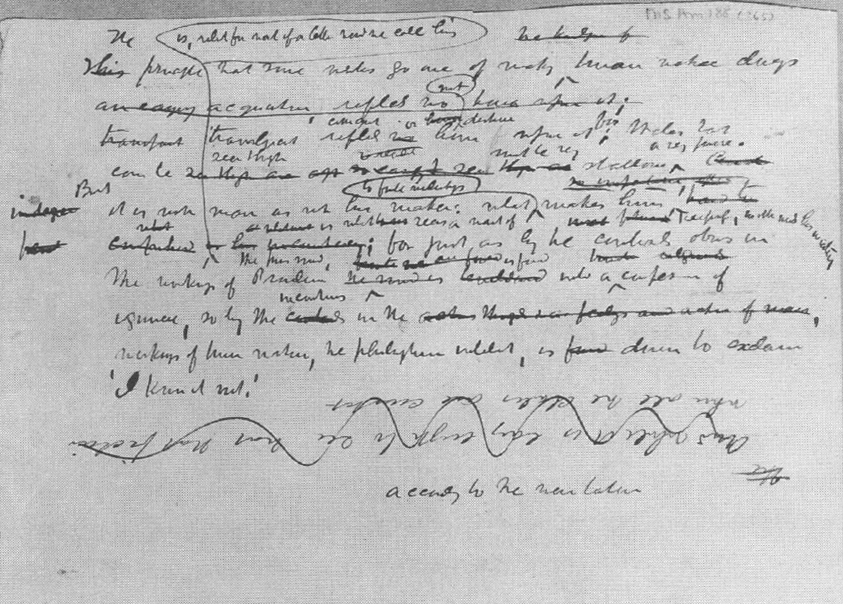
Fragmento do manuscrito do Capítulo 14 de The Confidence-Man.

A escolha por Melville do dia das mentiras de abril como enquadramento do romance sublinha a natureza satírica da obra e reflecte potencialmente a visão de mundo de Melville, expressada uma vez numa carta ao seu amigo Samuel Savage: "É — ou parece ser — uma coisa acertada, perceber que tudo o que acontece a um homem nesta vida é somente por meio de brincadeira, especialmente os seus infortúnios, se ele os tem. E também vale a pena ter em conta que a brincadeira é atirada à roda muito liberalmente & imparcialmente, para que não muitos tenham o direito de fantasiar que eles em especial estão a apanhar o pior de tudo."
A obra inclui diversas sátiras de figuras literárias do século XIX: Mark Winsome é baseado em Ralph Waldo Emerson, enquanto o seu "discípulo prático" Egbert é Henry David Thoreau; Charlie Noble é baseado em Nathaniel Hawthorne; Edgar Allan Poe inspirou um mendigo na história.

## Adaptações
O romance foi transformado numa ópera por George Rochberg, a qual foi estreada pela Ópera de Santa Fé em 1982, estreia que não teve grande sucesso.